# Menzenschwand
Menzenschwand est un village qui fait partie de la ville de St. Blasien en Forêt-Noire, dans le Bade-Wurtemberg.
Menzenschwand est constitué de trois hameaux : Vorderdorf, Mitteldorf et Hinterdorf, et fait partie, avec ses un peu moins de 550 habitants, de la ville de St. Blasien. Menzenschwand est situé dans la vallée de la Menzenschwander Alb qui descend du Feldberg - culminant à 1493 mètres - vers le sud  et rejoint, au nord de St. Blasien la vallée de la  Bernauer Alb. Dans la vallée située à l'est se trouve le lac de Schluch.

## Histoire

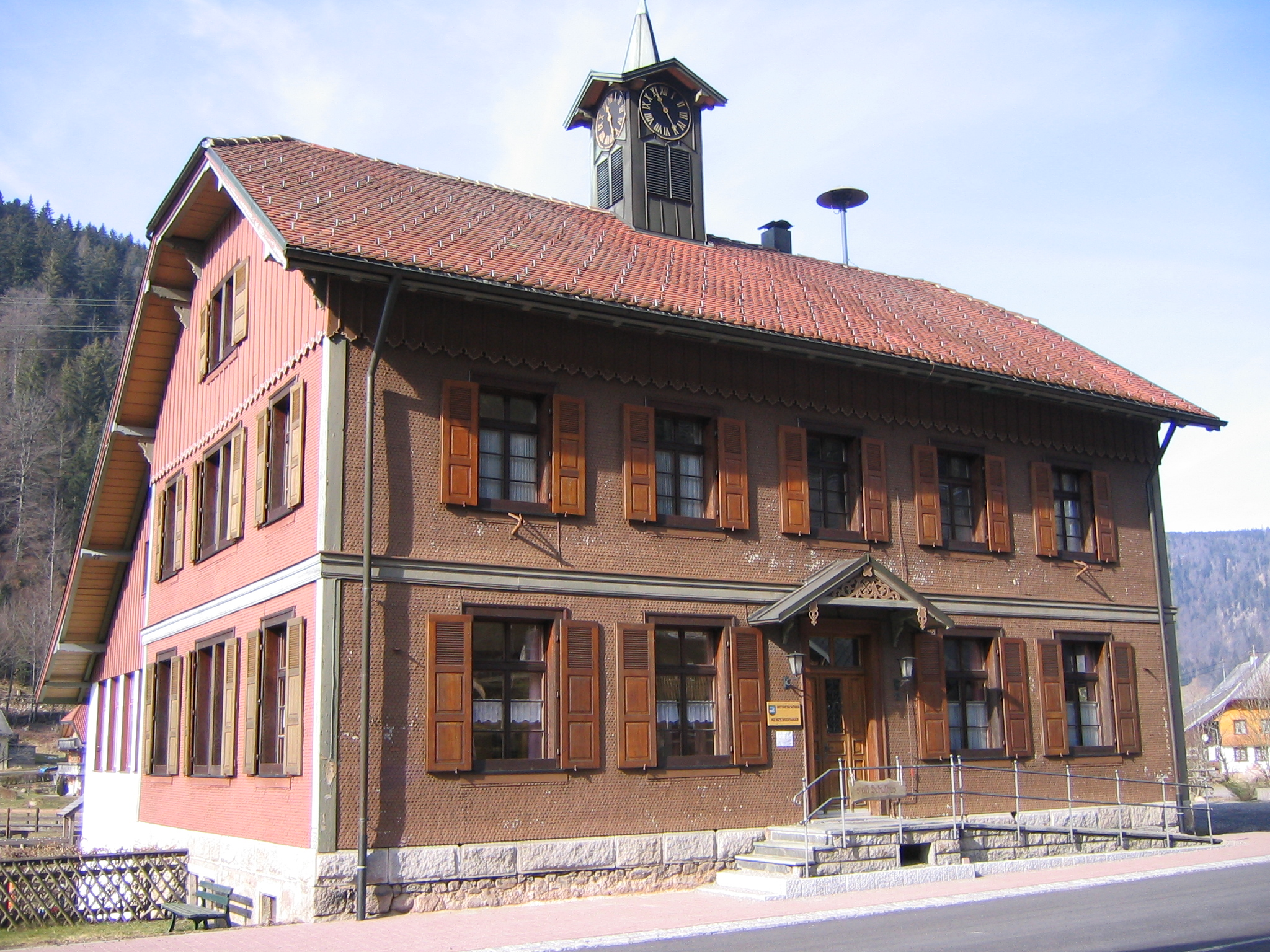
Administration (ancienne école et mairie)

La première mention documentée du village remonte à l'an 1328. Les moyens de subsistance étaient, depuis toujours, l'élevage et la transformation du bois, comme la sculpture sur bois, tournage sur bois, la fabrication de paniers, en général dans le cadre d'un travail à domicile. Ces travaux complémentaires ont été de plus en plus nécessaires parce que les règles de partage des terres lors des héritages conduisaient à une fragmentation croissante des terres.
Vers 1770, les massifs forestiers de la commune étaient en grande partie déboisés, conséquence de leur transformation en charbon de bois ou en bois de construction transporté vers le Haut-Rhin.
Avec la réforme territoriale dans le Bade-Wurtemberg, qui a pris effet au 1er janvier 1973, la commune jusqu'alors indépendante de Menzenschwand, alors située dans le comté de la Forêt-Noire, a été intégrée à la ville de St. Blasien  de l'arrondissement de Waldshut.

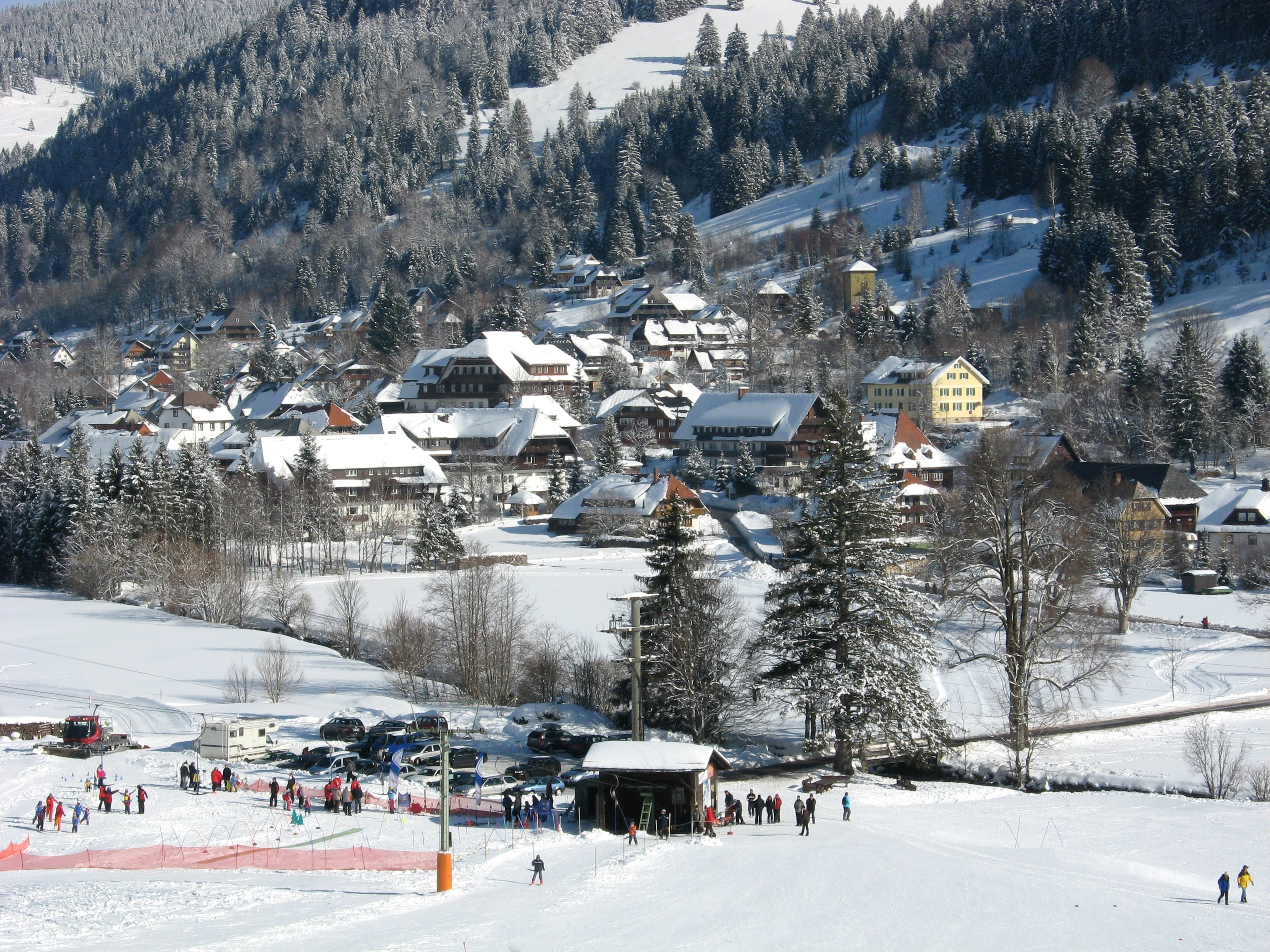
Vue de la piste de ski.

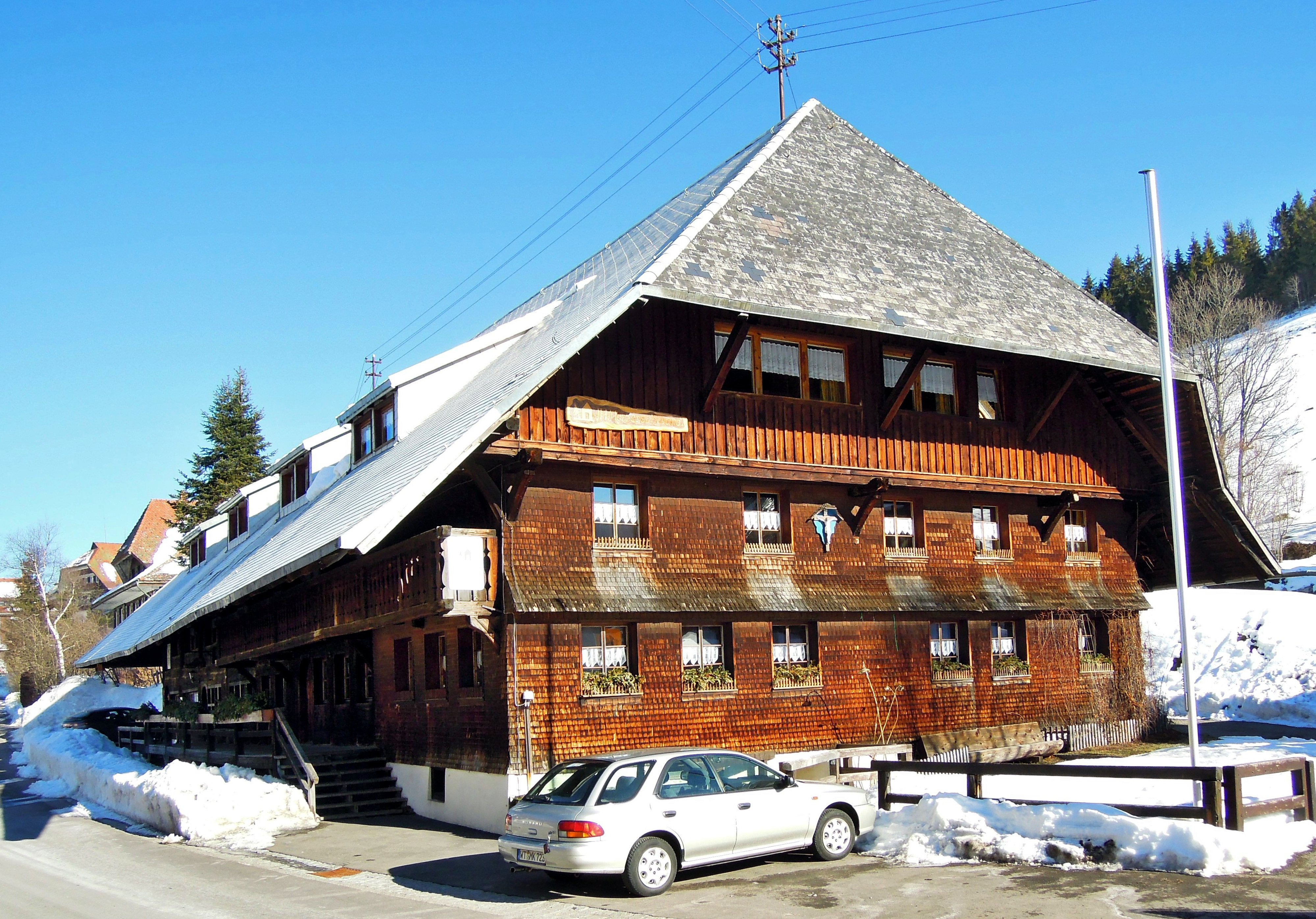
Auberge de jeunesse.

## Sites et monuments
- Le village lui-même, avec de nombreuses maisons typiques de la Forêt-Noire
- Sommet du Feldberg
- Sommet du  Herzogenhorn
- Faune le long des pentes de montagnes (entre autres, chamois, et rapaces)
- Gorges et cascades de la Menzenschwander Alb  et la Menzenschwander Kluse
- Le marais Scheibenlechtenmoos dans un cirque naturel sous le Spießhorn
- Le Petit Salon avec l'exposition Winterhalter[1]

## Culture

### Églises

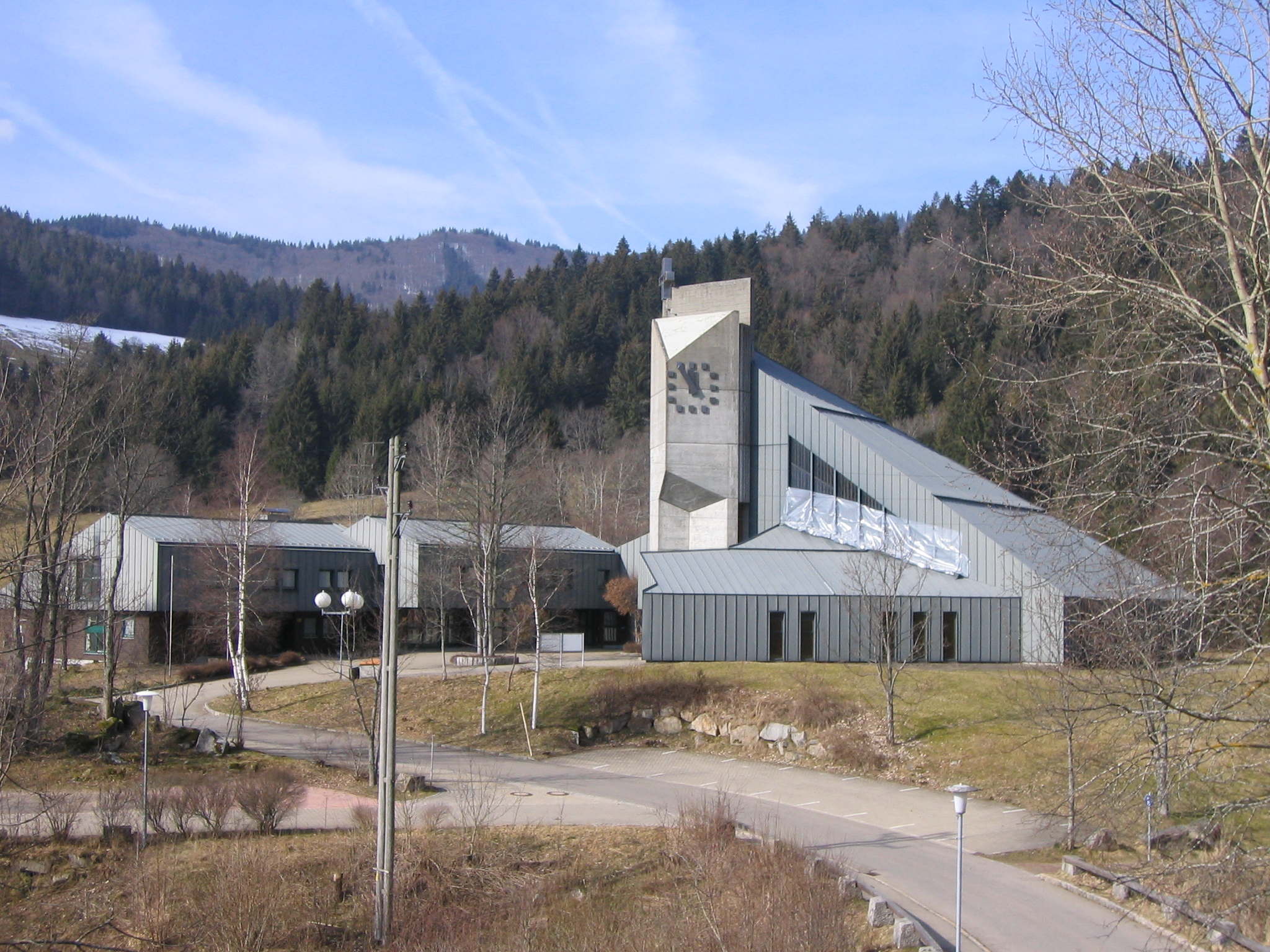
Église paroissiale catholique

Depuis 1308 la communauté catholique -  aujourd'hui Saint-Martin – est encadrée par des moines bénédictins de Saint-Blasien. En 1604, est construite une chapelle dans le hameau Vorderdorf, aujourd'hui la Sebastianskapelle, suivie en 1687/88 par une reconstruction de l'église dans le hameau Hinterdorf.
En 1975 un nouveau centre paroissial et une nouvelle église paroissiale sont installés. L'église située dans Hinterdorf est utilisée par la communauté luthérienne de Saint-Blasien. 

### Personnalités

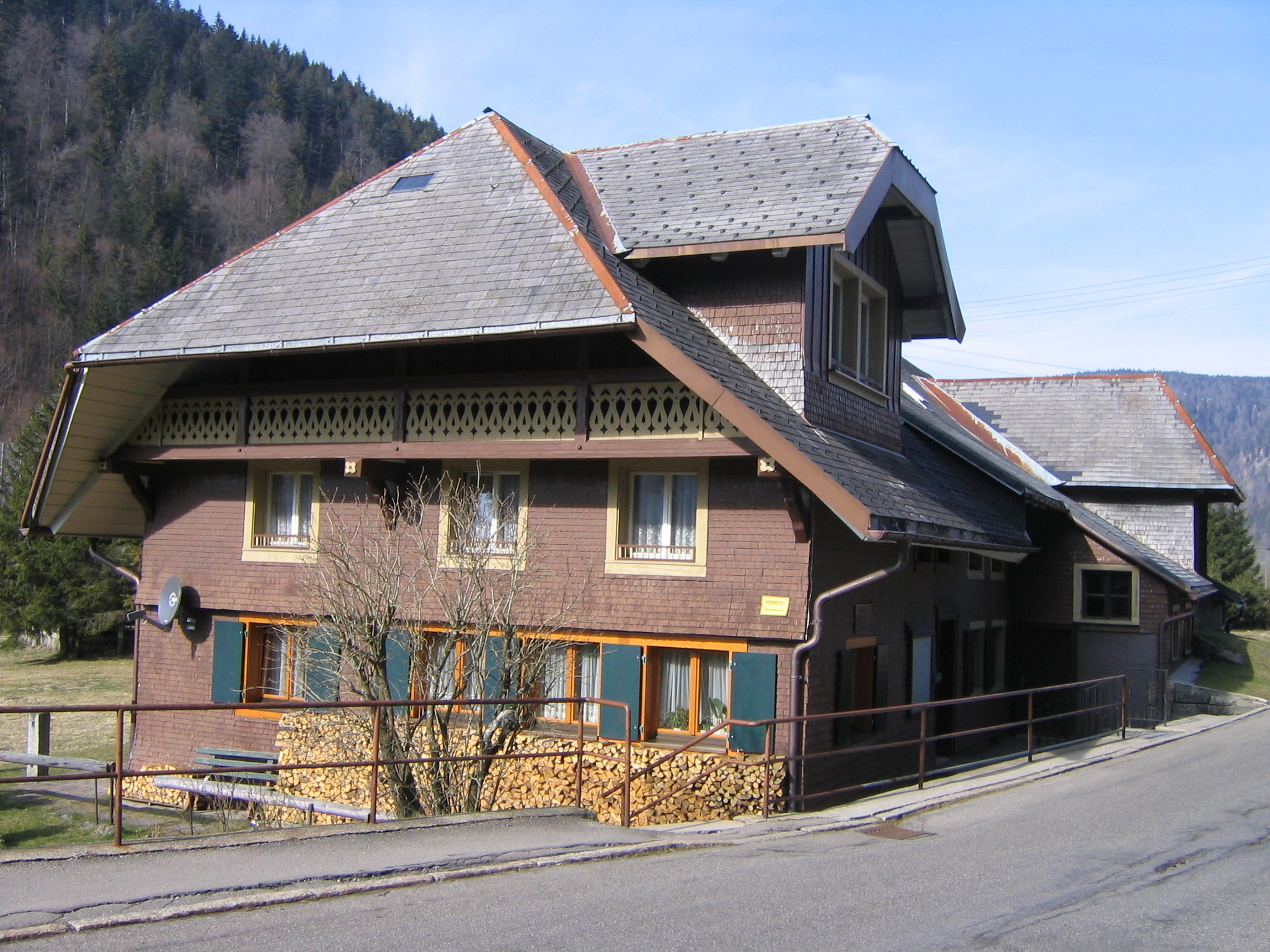
La maison natale des peintres Franz et Hermann Winterhalter

Le portraitiste et lithographe Franz Xaver Winterhalter est né à Menzenschwand, tout comme son frère cadet Hermann Fidel Winterhalter (1808-1891).
La peintre Hildegarde de Bylandt-Rheydt habitait à partir de 1929 à Menzenschwand.
Le handisport Alexandre Spitz (né en 1968) a gagné, entre 1984 et 1994, lors des championnats du monde et les Jeux paralympiques   un total de 12 médailles d'or, 5 d'argent et 3 médailles de bronze dans la discipline du ski alpin. Il réside à Menzenschwand  et est membre du club de ski Menzenschwand.